# USS Leyte (CV-32)
«Лейте» (англ. USS Leyte (CV-32)) — важкий ударний авіаносець США періоду Другої світової війни типу «Ессекс», довгопалубний підтип. Названий на честь битви в затоці Лейте.

## Історія створення
Авіаносець «Лейте» спочатку мав будуватись на верфі флоту в Нью-Йорку, але 23 березня 1943 року вирішено передати замовлення на верф Newport News Shipbuilding у місті Ньюпорт-Ньюс, штат Вірджинія. Корабель заклали 21 лютого року під ім'ям «USS Crown Point (CV-32)», але 8 травня 1945 року перейменували на «Лейте». Спущений на воду 23 серпня 1945 року, вступив у стрій 11 квітня 1946 року.

## Історія служби
Авіаносець ніс службу в Атлантиці (1946—1950 роки) та Середземному морі (середина 1950 року).
Після початку Корейської війни «Лейте» був переведений на Тихий океан та діяв у складі 7-го флоту поблизу берегів Кореї (09.10.1950-19.01.1951).
Авіаносепць брав участь у забезпеченні висадки десанту у Вонсані (жовтень 1950 року), завданні ударів по мостах на річці Ялуцзян (листопад 1950 року), прикривав евакуацію з Хиннаму у грудні 1950 року, брав участь в ударах по залізничних об'єктах на східному узбережжі Північної Кореї (січень 1951 року). В повітряних боях літаки з «Лейте» збили 1 літак МіГ-15.
1 жовтня 1952 року «Лейте» був перекласифікований в ударний авіаносець CVA-32, 8 серпня 1953 року - в протичовновий авіаносець CVS-32.
16 жовтня 1953 року, під час стоянки в Бостоні, на авіаносці стався вибух у повітряно-масляній системі катапульти, після чого розпочалась сильна пожежа, внаслідок якої 37 осіб загинуло, 40 поранено. Після ремонту, який завершився у 1954 році, авіаносець діяв уздовж східного узбережжя США та в Карибському морі.
15 травня 1959 року авіаносець перекласифікували в авіатранспорт AVT-10 і вивели в резерв. 
1 червня 1969 року виключений зі списків флоту й наступного року зданий на злам.